# Sankt Marienkirchen an der Polsenz
Sankt Marienkirchen an der Polsenz é um município da Áustria localizado no distrito de Eferding, no estado de Alta Áustria.